# Heinz Mayer (Jurist)
Heinz Mayer (* 22. September 1946 in Mürzzuschlag) ist österreichischer Verfassungs- und Verwaltungsjurist, emeritierter Universitätsprofessor an der Universität Wien und ehemaliger Dekan der Rechtswissenschaftlichen Fakultät dieser Universität. Er ist Verfasser mehrerer juristischer Standardwerke und in der Öffentlichkeit zudem als Gutachter bekannt.

## Ausbildung und Berufsleben
Nach der Matura 1965 am Bundesrealgymnasium in Mödling studierte er Rechtswissenschaften an der Universität Wien und wurde 1969 zum Dr. iur. promoviert. 1970 wurde er Universitätsassistent am Institut für Verwaltungs- und Verfassungsrecht an der Wirtschaftsuniversität Wien; daneben studierte er Staatswissenschaften, worin er 1973 zum Dr. rer. pol. promoviert wurde. Im gleichen Jahr begann er seine Tätigkeit im praktischen Verwaltungsdienst bei der Bezirkshauptmannschaft Mödling. 1974 erhielt er den Theodor-Körner-Preis für seine juristische Dissertation Staatsmonopole in Österreich. 1975 habilitierte er sich an der Wirtschaftsuniversität Wien im Bereich öffentliches Recht.
Mayer war 1977–1979 hauptberuflich als Vortragender an der Verwaltungsakademie des Bundes tätig. 1979 wurde er außerordentlicher Universitätsprofessor und 1983 ordentlicher Universitätsprofessor an der rechtswissenschaftlichen Fakultät der Universität Wien. Sein Einsatz für die Grundrechte, Verhältnis Staat und Rechte der Bürger ist vielfältig und beständig. Von 1991 bis 2003 war Mayer wissenschaftlicher Leiter und ab 2004 Mitglied des Kuratoriums des Ludwig Boltzmann-Instituts für Gesetzgebungspraxis und Rechtsanwendung; seit 1996 ist er Mitglied des Vorstandes des Hans-Kelsen-Instituts.
Im Österreich-Konvent (Juni 2003-Jänner 2005) war Mayer Vorsitzender des Staatsziel-Ausschusses. 2004 wurde er von den Grünen als unabhängiger Kandidat für die Nachfolge Franz Fiedlers als Präsident des Rechnungshofs vorgeschlagen; gewählt wurde schließlich Josef Moser (FPÖ).
Von 2005 bis 2006 war er Präsident, seit 2006 ist er Vizepräsident des Beirates von Transparency International Österreich. Seit 2007 ist er Mitglied der Europäischen Akademie der Wissenschaften und Künste. Von 2006 bis 2014 war Mayer Dekan der Rechtswissenschaftlichen Fakultät der Universität Wien. Mit Ende September 2014 emeritierte er. Seit Oktober 2014 ist Mayer bei der Wirtschaftsrechtskanzlei Lansky, Ganzger + Partner Of counsel.
Heinz Mayer war 2006 als möglicher Justizminister einer eventuellen SPÖ-Minderheitsregierung im Gespräch.
Mayer ist verheiratet.

## Auszeichnungen
- 2011: Großes Silbernes Ehrenzeichen für Verdienste um die Republik Österreich[5]

## Werke
Mayer ist Autor zahlreicher Veröffentlichungen, darunter dreier juristischer Standardwerke. Dies sind:
- mit Gabriele Kucsko-Stadlmayer u. Karl Stöger: Grundriss des österreichischen Bundesverfassungsrechts. 11. Auflage. Verlag Manz, Wien 2015, ISBN 978-3-214-08891-0
- mit Robert Walter: Grundriss des Österreichischen Verwaltungsverfahrensrechts. 8. Auflage. Verlag Manz, Wien 2003, ISBN 3-214-18434-2
- mit Gerhard Muzak: Das österreichische Bundes-Verfassungsrecht. Kurzkommentar. 5. Auflage. Verlag Manz, Wien 2015, ISBN 978-3-214-15033-4